# 高度計

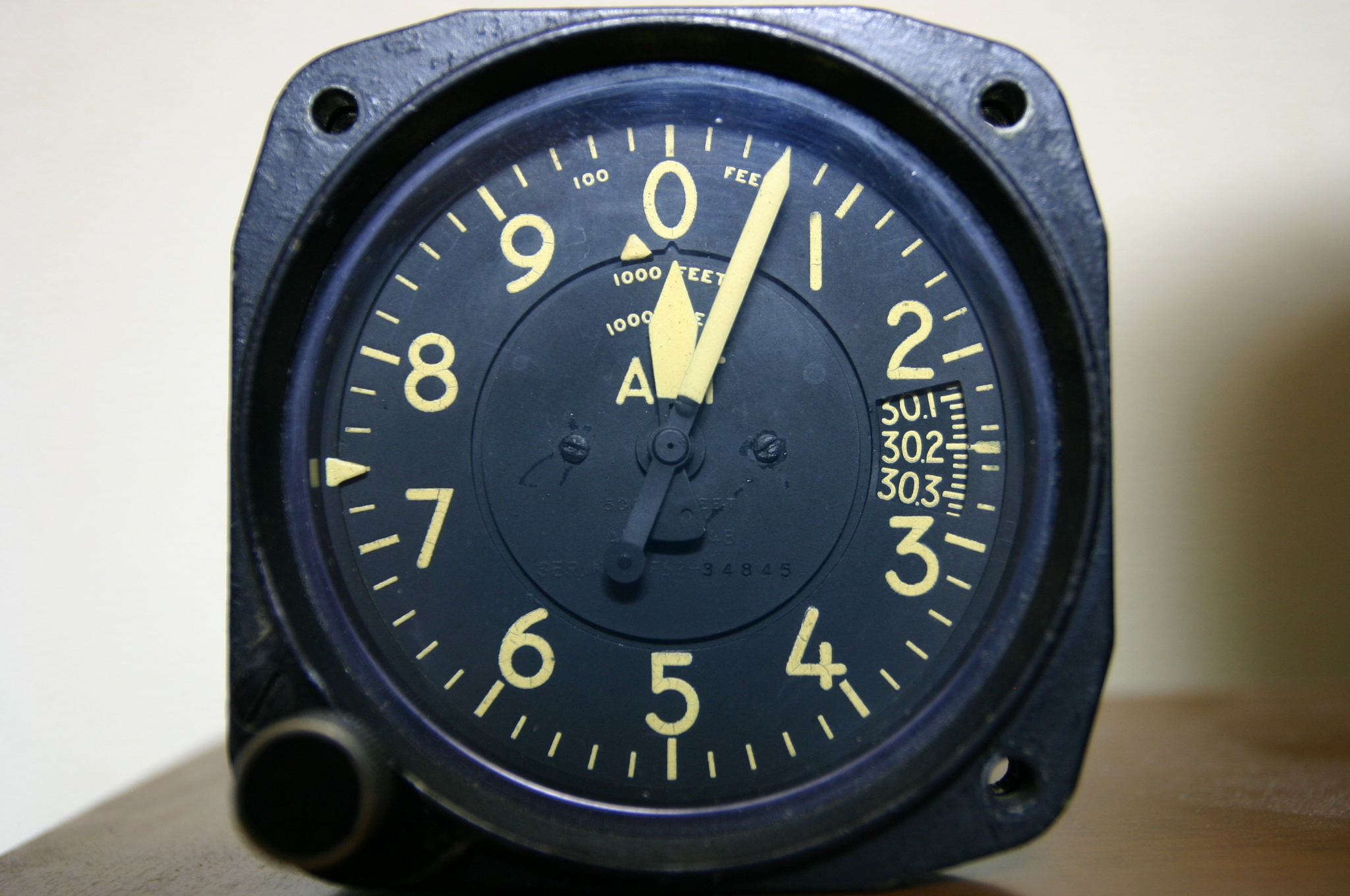
航空機用高度計

高度計（こうどけい、英語: altimeter）は、高度を知るための機器であり、主に航空機や登山で用いられる。大きく分けて、気圧高度計と電波高度計がある。

## 気圧高度計

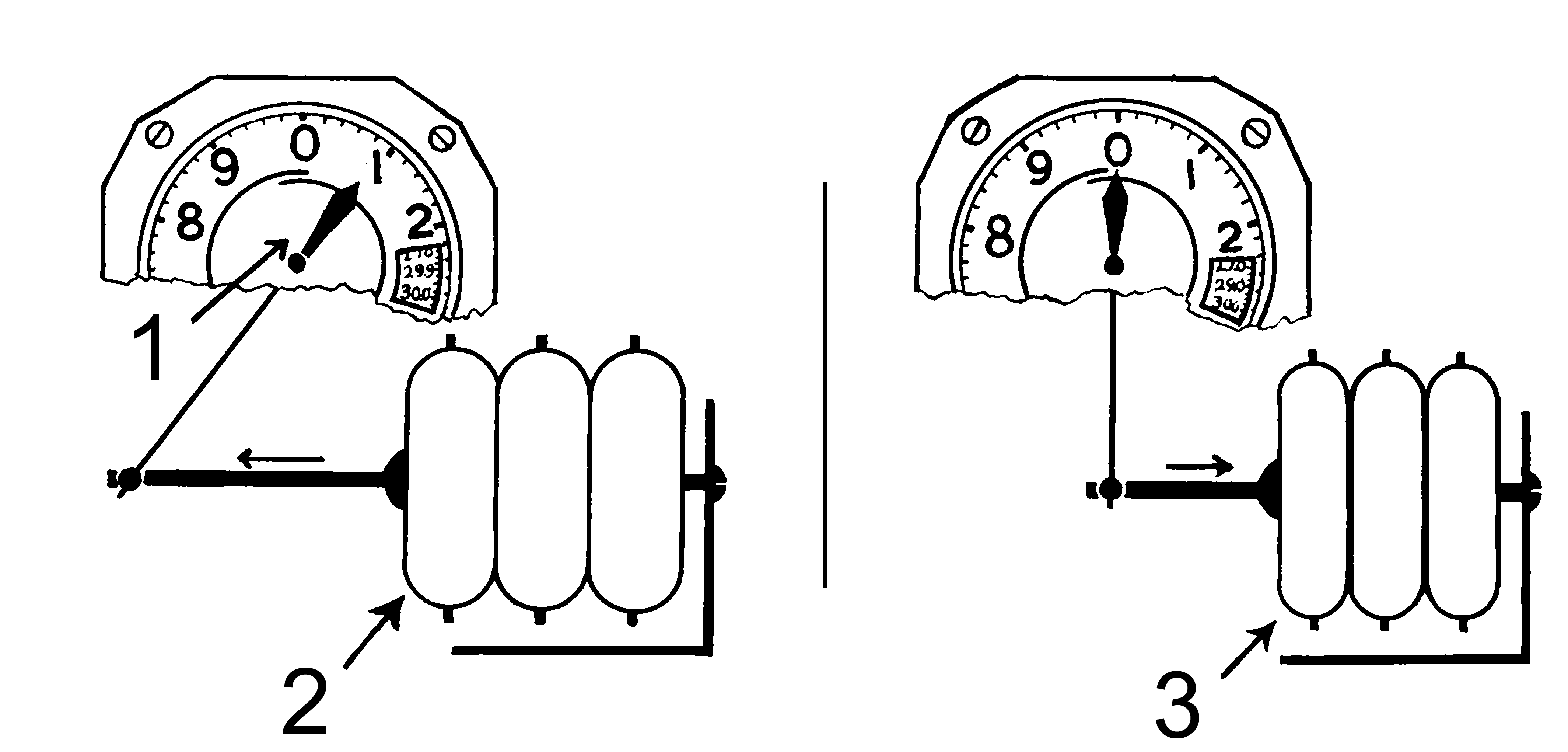
動作原理

気圧高度計（きあつこうどけい）は、小型で可搬性が高く、携帯も可能である。大気の絶対圧力を測定する一種の圧力計（気圧計）であり、圧力目盛に換えて高度目盛りを付けたものである。
気圧に応じて、空盒（くうごう、右図中の楕円形の部分）が動き、周囲の気圧を示す。空盒内部は真空に保たれており、周囲気圧に反応し、針を動作させる。空盒周囲の圧力が低下する（高度が上がる）と空盒が膨張し、その動きが増幅ギアを介して指針に伝えられ、指針が動く。空盒周囲の圧力が上昇する（高度が下がる）と空盒が収縮し、その動きが指針を動かす。

## 電波高度計
電波高度計は電波を用いて、目標物からの反射時間を測定し、距離を表示する。航空機上から地上へ鉛直に電波を発射し、距離を計測することにより、自機の絶対高度を測定する。
ただし、電波高度計の表示はあくまでもメインタイヤ下面から地表までの距離を表示する設定になっているので、胴体前部に設置されたアンテナとメインタイヤ下面の高さの差を考慮して修正している。
そのため機体が地上にあって前輪が接地している状態では電波高度計の表示はマイナス表示となっているのが通常である。